# Movimento per un'Europa delle Nazioni e della Libertà
Il Movimento per un'Europa delle Nazioni e della Libertà (MENL) è stato un partito politico europeo di destra, fondato nel 2014 da alcuni partiti sovranisti, euroscettici e alter-globalizzazione, precedentemente affiliati all'Alleanza Europea per la Libertà. Il partito chiedeva l'uscita di ogni paese dall'Euro e il ritorno alla sovranità monetaria, la revisione dei trattati riguardo all'immigrazione e alle misure di austerità imposte dell'Unione Europea, ed auspicava un avvicinamento da parte dei paesi del continente con la Russia.
Il leader e promotore del movimento era Marine Le Pen, presidente del Front National.
In vista delle elezioni europee del 2019, la gran parte dei soggetti politici aderenti costituiscono l'Alleanza Europea dei Popoli e delle Nazioni, coalizione destinata a costituire un gruppo politico al Parlamento europeo.
Il partito è stato disciolto il 12 giugno 2019, dopo che Marine Le Pen ha fondato il Partito Identità e Democrazia.

## Partiti membri
| Paese di appartenenza | Partito                                  | Europarlamentari |
| --------------------- | ---------------------------------------- | ---------------- |
| Austria               | Partito della Libertà Austriaco          | 4 / 18           |
| Belgio                | Vlaams Belang                            | 1 / 22           |
| Bulgaria              | Volontà                                  | 0 / 17           |
| Estonia               | Partito Popolare Conservatore Estone     | 0 / 6            |
| Francia               | Fronte Nazionale                         | 15 / 74          |
| Grecia                | Nuova Destra                             | 0 / 21           |
| Italia                | Lega Nord                                | 6 / 73           |
| Malta                 | Movimento Patrioti Maltesi (osservatore) | 0 / 6            |
| Polonia               | Congresso della Nuova Destra             | 2 / 51           |
| Regno Unito           | For Britain Movement                     | 0 / 73           |
| Rep. Ceca             | Libertà e Democrazia Diretta             | 0 / 21           |
| Slovacchia            | Siamo una Famiglia                       | 0 / 13           |
| Portogallo            | Chega                                    | 0 / 21           |